# أصيلة (حماة)
أصيلة قرية سورية وبلدية تابعة لناحية جب رملة التابعة لمنطقة مصياف في محافظة حماة. بلغ عدد سكانها 5790 نسمة في عام 2004 حسب إحصاء المكتب المركزي للإحصاء، غالبيتهم من العلويين.
وتبعد القرية عن مدينة مصياف حوالي 25 كم شمال شرق. من أحياءها المحمية، والكرم، والبيدر، والجبل. تطل هذه القرية على سهل العشارنة وسهل الغاب وجبال الساحل السوري حيث تمتاز بإطلالتها الواسعة من تل القرية تشاهد قرية حنجور من الجهة الغربية وتكثر فيها المغائر الكلسية والدولينات. مساكنها القديمة من الحجارة والطين والخشب، والحديثة أسمنتية تمتد على مساحة واسعة. مساحة أراضيها 1700 هكتارًا يروى منها 1200 هكتارًا.

## التاريخ
في 6 حزيران (يونيو) 2012، شارك شباب مُسلَّحون من قرية أصيلة في ارتكاب مجزرة القبير الطائفية، بعد أن توجهوا إلى هذه المزرعة المسلمة السُّنية المجاورة التي تقطنها بضعة عائلات، والذين يقطنون 25 منزلًا، فقاموا باقتحام القرية بعد قصفها بالأسلحة الثقيلة وسط إطلاق نار كثيف وارتكبوا مجزرة إباديّة قُتل فيها ما لا يقل عن 78 شخصًا، بينهم 22 طفلًا منهم أطفال رُضَّع ما بين عمر الشهرين وثلاثة أشهر، وعدد مماثل من النساء وحرقوا المنازل بمن فيها، وقد تنوعت وسائل القتل بين الإعدام الميداني بالرصاص، وذبح الأهالي بالسكاكين والسواطير، وقتلهم حرقًا حتى الموت، وتمَّت معاينة 8 جثث متفحمة. حصلت مجزرة القبير بالتزامن مع عملية عسكرية واسعة قام بها جيش الأسد في ريفي حماة الشمالي والغربي. هذا ولم يحاسب الضالعون في ارتكاب مجزرة القبير حتى الآن.

## الاقتصاد
يعتمد معظم سكانها على الزراعة المروية بمياه سد محردة والآبار الأرتوازية التي تسهم بقسط وفير في ري المزارع ويمر من القرية قناة من نهر العاصي لري الأراضي الزراعية. ومن المحاصيل في هذة القرية القطن والشوندر والفول السوداني والبطاطا بالإضافة إلى القمح والخضراوات المختلفة. وتشرب من شبكة مياه نظامية موزعة على المساكن.

## المرافق والخدمات
فيها مدرسة ثانوية وجمعية فلاحية تعاونية. ترتبط بمركز الناحية بطريق معبَّد طوله 5 كم.